# هارشاد مهير
هارشاد مهير (بالإنجليزية: Harshad Meher)‏ هو لاعب كرة قدم هندي في مركز حراسة المرمى، ولد في 9 نوفمبر 1992 في Colaba ‏ في الهند. شارك مع منتخب الهند تحت 17 سنة لكرة القدم. أما مع النوادي، فقد لعب مع سبورتينغ غوا ونادي طيران الهند.

## وصلات خارجية
- هارشاد مهير على موقع قاعدة بيانات كرة القدم.إي يو (الإنجليزية)
- هارشاد مهير على موقع Soccerway.com (الإنجليزية)